# Поздний древнекитайский язык
Поздний древнекитайский язык, или древнекитайский язык Восточной Хань — реконструируемый язык, составляющий промежуточную стадию между древнекитайским и среднекитайским языками. Период его существования — примерно I-III века н. э.

## Диалекты

Диалекты позднего древнекитайского

На основе словаря «Местные речи» (方言) выделяется шесть диалектов внутри позднего древнекитайского. Наиболее влиятельными были западный диалект Цинь-Цзинь и южный диалект Чу. Фонетика среднекитайского языка (и, соответственно, большинства современных китайских языков) может происходить из центрального диалекта Лояна.
Юго-восточные диалекты, вероятно, уже в период Восточной Хань составляли отдельный крайне отличный язык. Они не зафиксированы в текстах периода Восточной Хань, но в период Западной Цзинь они назывались «наречием к востоку от реки» (江東). Литератор Го Пу тогда отмечал, что они крайне отличаются от диалектов древнекитайского. Джерри Норман называет этот язык «древним южнокитайским», и считает, что к нему восходят древнейшие страты в миньских языках, фрагментарно также в кантонском и хакка.

## Фонетика
В позднем древнекитайском исчезли кластеры согласных, характерные для раннего древнекитайского.
В позднем древнекитайском сохранялись шесть гласных (*i, *ə, *u, *e, *a и *o), но их распределение отличалось (например, *i и *ə слились перед *-n, *-t и *-j).
Реконструируются терминали -p, -t, -k, -m и -ng, а также -n в большинстве диалектов позднего древнекитайского.
В позднем древнекитайском ещё не появились тоны в том виде, в котором они есть в среднекитайском. Например, сохранялась древняя -s после конечных зубных согласных, но после не-зубных согласных -s переходит в -h, что видно по транскрипциям:
對馬 *tuəs-maʔ «Цусима» (對 *tuəs от древн. *tuts)
罽賓 *kɨas-pin «Кашмир» (罽 *kɨas от древн. *krats)
но:
護澡 *ɣuɑh-tsɑuʔ «Вахшаб» (護 *ɣuɑh от древн. *ɢwaks)
謝 *zah «Шах» (*zah от древн. *slaks)

## Лексика и грамматика
В позднем древнекитайском значительно шире использовались двусложные слова по сравнению с классическим китайским. Они были чётко разделены по частям речи.
В период Восточной Хань начало распространяться использование классификаторов (счётных слов).
Парадигма местоимений в позднем древнекитайском значительно сузилась. Местоимение 是 *dźeʔ стало использоваться в качестве глагола-связки, как в большинстве современных китайских и миньских языков.